# Semper biot
Semper Biot è il primo album da solista del cantante italiano Stefano Rampoldi in arte Edda, già voce del gruppo Ritmo Tribale. L'album uscì nel 2009 per la Niegazowana.

## Descrizione
L'album è stato pubblicato l'11 settembre 2009 ed è il primo lavoro dell'artista dopo dieci anni di assoluto silenzio.
Il disco è stato registrato nel gennaio 2009 presso le Officine Meccaniche di e il Noise Factory di Milano, assieme al musicista Andrea Rabuffetti e a Walter Somà (musicista, compositore e paroliere). La produzione artistica è di Taketo Gohara.
Il titolo Semper Biot è un'espressione in lingua lombarda che significa "sempre nudo". Quello che si vuole esprimere, di fatto, rappresenta proprio la nudità, sospesa tra la tragedia imminente ed il miracolo. Il disco si sofferma su questioni come il nichilismo e la trascendenza dell'anima verso la salvezza.
Il testo di Io e te è ispirato al libro Zoo di Isabella Santacroce.
L'album è stato preceduto dal singolo Fango di Dio, scritto da Walter Somà.

## Tracce
1. Io e te
2. Milano
3. Scamarcio
4. L'innamorato
5. Snigdelina
6. Yogini
7. Amare te
8. Bella come la luna
9. Organza
10. Fango di Dio
11. Hey suorina
12. Per semper biot

## Formazione

### Gruppo
- Stefano "Edda" Rampoldi - voce, paroliere, chitarra acustica
- Walter Somà - paroliere, composizione
- Andrea Rabuffetti - armonium, chitarra acustica, chitarra elettrica, kalimba, laud, mandolino, synth

### Ospiti
- Alberto Fabris - contrabbasso
- Josè Fiorilli - hammond
- Taketo Gohara - melodica, organi, piano elettrico, pianoforte, synth
- Mauro "Otto" Ottolini - trombone
- Pacho - percussioni
- Cesare Picco - pianoforte
- Alessandro "Asso" Stefana - arpeggiatore, auto harp, banjo, organi, pianoforte, synth, tampura, ukelin
- Achille Succi - clarinetto baritono, sax
- Mauro Pagani - violino in Io e te